# Władysław Grzędzielski (dziennikarz)
Władysław Grzędzielski (ur. 21 października 1920 w Sandomierzu, zm. 5 grudnia 2007, w Warszawie) – polski dyplomata, dziennikarz i publicysta, kolekcjoner dzieł sztuki,  sekretarz Polskiej Misji w UNESCO oraz Związku Dziennikarzy Polskich. 

## Życiorys
Był synem Eugeniusza i Władysławy z d. Lewicka.
Był absolwentem Ecole de Sciences Politiques w Paryżu. Sekretarz i attaché kulturalny Ambasady RP w Paryżu. Publikował w czasopismach polskich i zagranicznych.   
W latach 1951–1976 współpracował z bezpieką jako TW „Marek”.

## Odznaczenie
- Złoty Krzyż Zasługi (22 lipca 1952, na wniosek Ministra Spraw Zagranicznych za zasługi w pracy zawodowej)[3]